# 몰로코
몰로코(Moloko)는 잉글랜드 셰필드 출신의 일렉트로닉 듀오이다. 멤버는 보컬 로신 머피와 음악 프로듀서 마크 브라이던이다.